# Ambatomainty (Alaotra-Mangoro)
Ambatomainty is een plaats en commune in het oosten van Madagaskar, behorend tot het district Amparafaravola, dat gelegen is in de regio Alaotra-Mangoro. Tijdens een volkstelling in 2001 telde de plaats 39.288 inwoners.
De plaats heeft een lokaal vliegveld. De plaats biedt naast lager onderwijs ook middelbaar onderwijs aan. 94 % van de bevolking werkt als landbouwer en 5 % verdient zijn brood als visser. Het belangrijkste landbouwproduct is rijst; andere belangrijke producten zijn mais en maniok. Verder is 1% actief in de dienstensector.